# UK Open 2018
Het UK Open 2018, ook bekend onder de naam Coral UK Open vanwege de sponsor Coral, was de zestiende editie van het UK Open Darts. Het toernooi werd gehouden van 2 t/m 4 maart 2018 in Minehead, Butlins Resort. Het toernooi heeft "De FA Cup van het darts" als bijnaam, vanwege de willekeurige loting die na elke ronde plaatsvindt tot de finale.
De titelverdediger was Peter Wright. Hij wist in de vorige editie de finale met 11-6 te winnen van Gerwyn Price. Wright werd echter in de derde ronde uitgeschakeld door Nathan Rafferty.
In aanloop naar het toernooi was lang niet duidelijk of het toernooi doorgang kon vinden, in verband met hevige sneeuwval in Zuidwest-Engeland. Op vrijdag 2 maart om 12:00 uur is besloten dat het toernooi doorgang kon vinden. Er kon echter niet gespeeld worden in zaal 1 en publiek was met het oog op de veiligheid niet welkom. Ook konden enkele spelers niet op tijd ter plaatse zijn, waardoor zij uitgeschakeld werden. 

## Prijzengeld
Voor de zestiende editie van de UK Open bedroeg het totale prijzengeld £350.000,-. Dit was hetzelfde bedrag als de editie van 2017.
| Plaats (aantal spelers) | Plaats (aantal spelers) | Prijzengeld (Totaal: £350.000) |
| ----------------------- | ----------------------- | ------------------------------ |
| Winnaar                 | (1)                     | £70.000                        |
| Runner-up               | (1)                     | £35.000                        |
| Halvefinalist           | (2)                     | £17.500                        |
| Kwartfinalist           | (4)                     | £11.500                        |
| Laatste 16              | (8)                     | £6.500                         |
| Laatste 32              | (16)                    | £3.500                         |
| Laatste 64              | (32)                    | £1.750                         |
|                         |                         |                                |
| 9-darter                | (1)                     | £10.000                        |

## Qualifiers

### UK Open kwalificatie
Er werden zes kwalificatie toernooien gehouden in februari 2018 voor de  UK Open Order of Merit. De winnaars van deze toernooien waren:
| No. | Datum                | Locatie                 | Winnaar            | Uitslag | Runner-up         |
| --- | -------------------- | ----------------------- | ------------------ | ------- | ----------------- |
| 1   | Vrijdag 2 februari   | Wigan, Robin Park Arena | Michael van Gerwen | 6 – 3   | Michael Smith     |
| 2   | Zaterdag 3 februari  | Wigan, Robin Park Arena | Michael van Gerwen | 6 – 3   | Darren Webster    |
| 3   | Zondag 4 februari    | Wigan, Robin Park Arena | Michael Smith      | 6 – 0   | Zoran Lerchbacher |
| 4   | Vrijdag 9 februari   | Wigan, Robin Park Arena | Gary Anderson      | 6 – 2   | Jeffrey de Zwaan  |
| 5   | Zaterdag 10 februari | Wigan, Robin Park Arena | Corey Cadby        | 6 – 4   | Rob Cross         |
| 6   | Zondag 11 februari   | Wigan, Robin Park Arena | Krzysztof Ratajski | 6 – 4   | Daryl Gurney      |

### UK Open Order of Merit 1-32
De nummers 1 t/m 32 van de UK Open Order of Merit stroomden bij de laatste 64 in.
| 1. Michael van Gerwen 2. Michael Smith 3. Krzysztof Ratajski 4. Corey Cadby 5. Rob Cross 6. Gary Anderson 7. Peter Wright 8. Daryl Gurney | 1. Kim Huybrechts 2. Jeffrey de Zwaan 3. Darren Webster 4. Mervyn King 5. John Henderson 6. Steve Beaton 7. Adrian Lewis | 1. Steve West 2. Jamie Lewis 3. David Pallett 4. James Wade 5. Justin Pipe 6. Jelle Klaasen 7. Matthew Edgar 8. Jonny Clayton | 1. Jamie Hughes 2. Simon Stevenson 3. Simon Whitlock 4. Dave Prins 5. Robert Thornton 6. Ian White 7. Martin Schindler 8. Kyle Anderson |

### UK Open Order of Merit 33-64
De nummers 33 t/m 64 van de UK Open Order of Merit stroomden bij de laatste 96 in.
| 1. Gerwyn Price 2. James Wilson 3. Robert Owen 4. Jason Lowe 5. Joe Cullen 6. Nathan Aspinall 7. Keegan Brown 8. Alan Norris | 1. Danny Noppert 2. Nathan Rafferty 3. Vincent van der Voort 4. David Evans 5. Richard North 6. Vincent Kamphuis 7. Jermaine Wattimena | 1. Stephen Bunting 2. Stuart Kellett 3. Jose Justicia 4. Gabriel Clemens 5. Wayne Jones 6. Mike Norton 7. Carl Wilkinson 8. Andrew Gilding | 1. Geert Nentjes 2. Antonio Alcinas 3. Dave Chisnall 4. Raymond van Barneveld 5. Chris Dobey 6. James Richardson 7. Ted Evetts |

### UK Open Order of Merit 65-96
De nummers 65 t/m 96 van de UK Open Order of Merit stroomden bij de laatste 128 in.
| 1. Michael Rasztovits 2. Ron Meulenkamp 3. Kirk Shepherd 4. Richie Burnett 5. Ricky Evans 6. Mark Walsh 7. Cody Harris | 1. Terry Jenkins 2. Chris Quantock 3. Michael Barnard 4. Bradley Brooks 5. Dirk van Duijvenbode 6. Ryan Meikle 7. Dimitri Van den Bergh 8. Paul Nicholson | 1. Luke Humphries 2. Cristo Reyes 3. Rene Eidams 4. Lee Evans 5. Ryan Harrington 6. Robert Rickwood 7. Mickey Mansell | 1. Andy Jenkins 2. Benito van de Pas 3. Darren Johnson 4. John Part 5. Prakash Jiwa 6. Adam Hunt 7. George Killington |

### Riley kwalificatie
Er waren 32 plaatsen te vergeven via de Riley kwalificaties die werden gehouden in het Verenigd Koninkrijk. Deze qualifiers stroomden bij de laatste 128 in.
| - David Airey - Martin Atkins - Martin Biggs - Darren Brown - Michael Burgoine - Mark Craddock - Andrew Davidson - Joe Davis | - Andreas Hajimena - Andy Hamilton - Andy Hibbert - Paul Hogan - Andrew Johnson - Ian Jopling - Liam Kelly - Chris Lacey | - Daniel Lee - Benjamin McClelland - Tony Mitchell - Jason Mold - John Morris - Darryl Pilgrim - Andrew Pullen - Dan Read | - Mark Rice - Scott Roberts - Alex Roy - John Scott - Simon Tate - Harry Ward - Paul Whitworth - Craig Winstanley |

## Wedstrijden

### Vrijdag 2 maart

#### Eerste ronde (laatste 128)
In de eerste ronde werd gespeeld over de best of 11 legs. 
| Speler          | Uitslag | Speler           |  | Speler              | Uitslag | Speler                |
| --------------- | ------- | ---------------- |  | ------------------- | ------- | --------------------- |
| Andrew Davidson | bye     | Michael Burgoine |  | Rene Eidams         | 6 – 4   | Andrew Johnson        |
| Michael Barnard | bye     | Scott Roberts    |  | Lee Evans           | 6 – 3   | Dimitri Van den Bergh |
| Dan Read        | 5 – 6   | Joe Davis        |  | Bradley Brooks      | 6 – 4   | Chris Quantock        |
| Paul Nicholson  | 6 – 5   | Terry Jenkins    |  | Kirk Shepherd       | 6 – 4   | Adam Hunt             |
| Andrew Pullen   | bye     | Mark Rice        |  | Simon Tate          | 3 – 6   | Michael Rasztovits    |
| Liam Kelly      | 0 – 6   | Luke Humphries   |  | Mark Walsh          | 2 – 6   | Alex Roy              |
| Robert Rickwood | bye     | Rene Berndt      |  | Daniel Lee          | 0 – 6   | Harry Ward            |
| John Morris     | 2 – 6   | John Part        |  | Mickey Mansell      | 5 – 6   | Ryan Meikle           |
| Darryl Pilgrim  | 6 – 2   | Ian Jopling      |  | Benjamin McClelland | 4 – 6   | David Airey           |
| Chris Lacey     | bye     | Martin Biggs     |  | Ryan Harrington     | 6 – 5   | Richie Burnett        |
| Ricky Evans     | 6 – 1   | Andreas Hajimena |  | Mick McGowan        | bye     | Dirk van Duijvenbode  |
| Cody Harris     | 6 – 1   | Tony Mitchell    |  | Craig Winstanley    | bye     | Mark Craddock         |
| Andy Hamilton   | bye     | William O'Connor |  | Martin Atkins       | 3 – 6   | Paul Whitworth        |
| Darren Brown    | 5 – 6   | Paul Hogan       |  | Cristo Reyes        | 5 – 6   | Benito van de Pas     |
| Ron Meulenkamp  | 6 – 4   | Andy Hibbert     |  | George Killington   | 6 – 4   | Andy Jenkins          |
| Jason Mold      | 6 – 5   | Prakash Jiwa     |  | Darren Johnson      | 4 – 6   | John Scott            |

#### Tweede ronde (laatste 96)
In de tweede ronde werd gespeeld over de best of 11 legs. 
| Speler                        | Uitslag | Speler                    |  | Speler                   | Uitslag | Speler                        |
| ----------------------------- | ------- | ------------------------- |  | ------------------------ | ------- | ----------------------------- |
| Jason Mold (86.93)            | 3 – 6   | Nathan Rafferty (94.56)   |  | Andy Hamilton (69.22)    | 0 – 6   | Jermaine Wattimena (79.81)    |
| Vincent van der Voort (81.29) | 6 – 3   | Martin Biggs (81.99)      |  | Mike Norton (90.02)      | 5 – 6   | Raymond van Barneveld (94.52) |
| Richard North (78.85)         | 5 – 6   | Paul Nicholson (84.22)    |  | Lee Evans (91.48)        | 5 – 6   | Chris Dobey (97.67)           |
| Dave Chisnall (96.05)         | 6 – 2   | Rene Eidams (86.95)       |  | Stuart Kellett (78.76)   | 1 – 6   | David Airey (88.51)           |
| Danny Noppert (89.89)         | 3 – 6   | Ryan Harrington (87.04)   |  | Jason Lowe (82.53)       | 6 – 4   | John Scott (77.72)            |
| Robert Owen (87.04)           | 6 – 4   | Michael Burgoine (83.94)  |  | Alan Norris (88.50)      | 4 – 6   | Dirk van Duijvenbode (92.80)  |
| John Goldie                   | bye     | Paul Hogan                |  | Vincent Kamphuis (86.52) | 3 – 6   | Kirk Shepherd (87.94)         |
| James Richardson (66.34)      | 0 – 6   | Robert Rickwood (83.50)   |  | Luke Humphries (81.41)   | 6 – 3   | Wayne Jones (79.29)           |
| James Wilson (89.44)          | 2 – 6   | Gerwyn Price (93.40)      |  | Maik Langendorf          | bye     | Michael Rasztovits            |
| Antonio Alcinas (85.38)       | 4 – 6   | Alex Roy (87.91)          |  | Ryan Meikle (80.05)      | 6 – 4   | Mark Craddock (73.79)         |
| Keegan Brown (83.83)          | 6 – 3   | George Killington (77.92) |  | Darryl Pilgrim (86.40)   | 6 – 4   | Geert Nentjes (79.31)         |
| Harry Ward (90.50)            | 6 – 1   | Ted Evetts (86.55)        |  | Ron Meulenkamp (87.55)   | 6 – 1   | Joe Davis (73.30)             |
| Cody Harris (91.55)           | 2 – 6   | Michael Barnard (86.04)   |  | Jose Justicia (71.93)    | 2 – 6   | Joe Cullen (90.25)            |
| Nathan Aspinall (91.81)       | 6 – 3   | Andrew Pullen (87.50)     |  | Carl Wilkinson (85.72)   | 2 – 6   | Ricky Evans (90.65)           |
| Paul Whitworth (53.45)        | 0 – 6   | John Part (71.57)         |  | Andrew Gilding (83.70)   | 0 – 6   | Gabriel Clemens (88.41)       |
| Benito van de Pas (84.73)     | 4 – 6   | David Evans (81.26)       |  | Stephen Bunting (82.50)  | 6 – 2   | Bradley Brooks (73.28)        |

#### Derde ronde (laatste 64)
In de derde ronde werd er gespeeld over de best of 19 legs.
| Speler                     | Uitslag | Speler                        |  | Speler                  | Uitslag | Speler                        |
| -------------------------- | ------- | ----------------------------- |  | ----------------------- | ------- | ----------------------------- |
| Nathan Aspinall (94.87)    | 8 – 10  | Rob Cross (99.32)             |  | Mervyn King (99.46)     | 10 – 4  | Raymond van Barneveld (86.78) |
| Jeffrey de Zwaan (96.77)   | 10 – 8  | Michael van Gerwen (96.47)    |  | Robert Rickwood (94.88) | 3 – 10  | Gary Anderson (97.41)         |
| David Airey (82.52)        | 3 – 10  | Jason Lowe (91.35)            |  | John Part (92.38)       | 10 – 2  | David Evans (83.82)           |
| Robert Thornton (89.57)    | 8 – 10  | David Pallett (90.00)         |  | Ricky Evans (99.49)     | 10 – 6  | Luke Humphries (94.35)        |
| Kyle Anderson (92.11)      | 10 – 7  | Vincent van der Voort (92.79) |  | Steve Beaton (86.62)    | 8 – 10  | Jermaine Wattimena (92.39)    |
| Robert Owen (85.60)        | 10 – 2  | Jamie Lewis (73.17)           |  | Kim Huybrechts (86.08)  | 10 – 8  | Gabriel Clemens (89.04)       |
| Steve West (88.61)         | 10 – 9  | Darryl Pilgrim (87.22)        |  | Joe Cullen (89.77)      | 8 – 10  | Keegan Brown (91.44)          |
| Krzysztof Ratajski (92.28) | 10 – 7  | Darren Webster (90.21)        |  | Simon Stevenson (84.76) | 6 – 10  | James Wade (87.96)            |
| Peter Wright (88.75)       | 9 – 10  | Nathan Rafferty (91.85)       |  | Chris Dobey (93.74)     | 10 – 2  | Harry Ward (85.01)            |
| Michael Rasztovits (85.26) | 5 – 10  | Corey Cadby (92.21)           |  | John Henderson (87.81)  | 4 – 10  | Matthew Edgar (91.00)         |
| Paul Hogan (86.27)         | 10 – 6  | Paul Nicholson (84.37)        |  | Kirk Shepherd (86.36)   | 5 – 10  | Michael Smith (98.38)         |
| Ian White (96.01)          | 10 – 7  | Simon Whitlock (89.60)        |  | Daryl Gurney (95.93)    | 10 – 9  | Jelle Klaasen (88.23)         |
| Martin Schindler (97.78)   | 10 – 7  | Ryan Harrington (89.57)       |  | Adrian Lewis (88.58)    | 5 – 10  | Dirk van Duijvenbode (94.00)  |
| Alex Roy (88.36)           | 6 – 10  | Gerwyn Price (89.94)          |  | Justin Pipe (80.21)     | 3 – 10  | Stephen Bunting (88.09)       |
| Dave Chisnall (85.78)      | 6 – 10  | Ryan Meikle (82.45)           |  | Jonny Clayton (98.63)   | 10 – 6  | Michael Barnard (93.64)       |
| Dave Prins (85.02)         | 4 – 10  | Ron Meulenkamp (88.83)        |  | Jamie Hughes            | bye     | Zoran Lerchbacher             |

### Zaterdag 3 maart

#### Vierde ronde (laatste 32)
In de vierde ronde werd er gespeeld over de best of 19 legs.
| Speler                  | Uitslag | Speler                     |  | Speler                       | Uitslag | Speler                   |
| ----------------------- | ------- | -------------------------- |  | ---------------------------- | ------- | ------------------------ |
| Paul Hogan (97.61)      | 10 – 8  | Jeffrey de Zwaan (100.12)  |  | John Part (87.41)            | 10 – 9  | Ron Meulenkamp (86.55)   |
| Chris Dobey (95.72)     | 10 – 5  | Jason Lowe (92.12)         |  | Dirk van Duijvenbode (94.68) | 6 – 10  | Gerwyn Price (97.95)     |
| Gary Anderson (93.97)   | 10 – 3  | Ricky Evans (87.64)        |  | Mervyn King (94.97)          | 10 – 8  | Jonny Clayton (89.89)    |
| Jamie Hughes (95.84)    | 8 – 10  | Ian White (102.45)         |  | Ryan Meikle (85.62)          | 4 –10   | Michael Smith (90.30)    |
| Rob Cross (98.90)       | 10 – 7  | Kyle Anderson (95.11)      |  | Robert Owen (96.61)          | 10 – 9  | Nathan Rafferty (96.75)  |
| Keegan Brown (95.66)    | 5 – 10  | Krzystof Ratajski (92.95)  |  | Steve West (95.42)           | 10 – 7  | Matthew Edgar (87.61)    |
| Stephen Bunting (94.66) | 8 – 10  | Jermaine Wattimena (89.32) |  | Corey Cadby (97.20)          | 10 – 7  | Martin Schindler (92.06) |
| Daryl Gurney (89.33)    | 5 – 10  | Kim Huybrechts (94.45)     |  | David Pallett (98.43)        | 10 – 6  | James Wade (94.23)       |

#### Vijfde ronde (laatste 16)
In de vijfde ronde werd er gespeeld over de best of 19 legs.
| Speler              | Uitslag | Speler                |  | Speler                     | Uitslag | Speler                      |
| ------------------- | ------- | --------------------- |  | -------------------------- | ------- | --------------------------- |
| Steve West (93.91)  | 10 – 9  | Michael Smith (93.99) |  | Jermaine Wattimena (97.27) | 6 – 10  | Gary Anderson (104.72)      |
| Corey Cadby (98.79) | 10 – 7  | Chris Dobey (96.23)   |  | Mervyn King (87.84)        | 8 – 10  | John Part (86.14)           |
| Ian White (92.24)   | 7 – 10  | Robert Owen (92.76)   |  | David Pallett (88.10)      | 10 – 7  | Kim Huybrechts (84.08)      |
| Paul Hogan (96.18)  | 9 – 10  | Gerwyn Price (101.45) |  | Rob Cross (97.27)          | 10 – 3  | Krzysztof Ratajski (104.72) |

### Zondag 4 maart

#### Kwartfinale
In de kwartfinale werd er gespeeld over de best of 19 legs. 
| Speler                | Score  | Speler               |
| --------------------- | ------ | -------------------- |
| Corey Cadby (100.56)  | 10 – 6 | Gerwyn Price (94.25) |
| David Pallett (95.30) | 10 – 5 | Steve West (91.56)   |
| John Part (80.72)     | 3 – 10 | Robert Owen (98.94)  |
| Gary Anderson (98.60) | 10 – 5 | Rob Cross (95.55)    |

#### Halve finale en finale
|  | Halve finale (best of 21 legs) | Halve finale (best of 21 legs) |  |                     | Finale (best of 21 legs) | Finale (best of 21 legs) |
|  |                                |                                |  |                     |                          |                          |
|  |                                |                                |  |                     |                          |                          |
|  | Gary Anderson (95.44)          | 11                             |  |                     |                          |                          |
|  | David Pallett (87.40)          | 7                              |  |                     |                          |                          |
|  |                                |                                |  |                     | Gary Anderson (95.71)    | 11                       |
|  |                                |                                |  | Corey Cadby (99.78) | 7                        |                          |
|  | Robert Owen (90.15)            | 3                              |  |                     |                          |                          |
|  | Corey Cadby (101.00)           | 11                             |  |                     |                          |                          |

2003 · 2004 · 2005 · 2006 · 2007 · 2008 · 2009 · 2010 · 2011 · 2012 · 2013 · 2014 · 2015 · 2016 · 2017 · 2018 · 2019 · 2020 · 2021 · 2022 · 2023 · 2024 · 2025